# Unione Sportiva Sanremese Calcio 2004-2005
Questa pagina raccoglie le informazioni riguardanti l'Unione Sportiva Sanremese Calcio nelle competizioni ufficiali della stagione 2004-2005.

## Rosa
| N. |                    | Ruolo | Calciatore         |
| -- | ------------------ | ----- | ------------------ |
|    | Italia (bandiera)  | D     | Davide Addona      |
|    | Italia (bandiera)  | A     | Giuseppe Benincasa |
|    | Italia (bandiera)  | D     | Alberto Bianchi    |
|    | Italia (bandiera)  | D     | Roberto Biffi      |
|    | Italia (bandiera)  | A     | Giancarlo Calabria |
|    | Italia (bandiera)  | D     | Silvio Cassaro     |
|    | Camerun (bandiera) | A     | Dani Chigou        |
|    | Italia (bandiera)  | C     | Francesco Cocconi  |
|    | Italia (bandiera)  | A     | Francesco Covelli  |
|    | Italia (bandiera)  | C     | Cristiano Giuntoli |
|    | Italia (bandiera)  | A     | Roberto Iannolo    |
|    | Italia (bandiera)  | C     | Giuseppe Liperoti  |

| N. |                   | Ruolo | Calciatore        |
| -- | ----------------- | ----- | ----------------- |
|    | Italia (bandiera) | C     | Davide Lodi       |
|    | Italia (bandiera) | A     | Fabio Lorieri     |
|    | Italia (bandiera) | C     | Nicola Padoin     |
|    | Italia (bandiera) | C     | Valentino Papa    |
|    | Italia (bandiera) | D     | Walter Paruta     |
|    | Italia (bandiera) | A     | Matteo Pelatti    |
|    | Italia (bandiera) | P     | Rocco Pellegrino  |
|    | Italia (bandiera) | C     | Vanni Pessotto    |
|    | Italia (bandiera) | P     | Ivano Rotoli      |
|    | Italia (bandiera) | D     | Antonio Sconziano |
|    | Italia (bandiera) | D     | Gabriele Venuti   |